# Zanthoxylum humile
Zanthoxylum humile är en vinruteväxtart som först beskrevs av Eileen Adelaide Bruce, och fick sitt nu gällande namn av Alma May Waterman. Zanthoxylum humile ingår i släktet Zanthoxylum och familjen vinruteväxter. Inga underarter finns listade i Catalogue of Life.